# Dəmbəlov
Dəmbəlov è un comune dell'Azerbaigian situato nel distretto di Masallı. Conta una popolazione di 95 abitanti.